# Course de chevaux (jeu mongol)
Pour les articles homonymes, voir course de chevaux.
La course de chevaux est l'un des jeux les plus communs de Mongolie, avec le shagai. Plusieurs osselets sont alignés pour représenter la piste, d’autres os sont placés à côté pour représenter le cheval du joueur. Les joueurs jettent les osselets et peuvent déplacer leur cheval d’une case pour chaque osselet atterrissant sur le côté « cheval ». Le premier joueur qui atteint la fin de la piste et qui revient est le vainqueur.